# Elena Bogomazova
Pour les articles homonymes, voir Bogomazova.
Elena Valerievna Bogomazova (en russe : Елена Валерьевна Богомазова) est une nageuse russe née le 9 février 1982 à Leningrad.
Elle est membre de l'équipe de Russie aux Jeux olympiques d'été de 2004 à Athènes, prenant part aux 100 et 200 mètres brasse et au relais 4x100 mètres quatre nages, et est éliminée en séries dans les trois épreuves. Elle fait aussi partie de la délégation russe aux Jeux olympiques d'été de 2008 à Pékin ; elle est éliminée en séries du 100 mètres brasse. 
Médaillée de bronze aux Championnats du monde de natation en petit bassin 2000 à Athènes, c'est aux Championnats d'Europe de natation qu'elle remporte la majorité de ses médailles internationales ; elle est championne d'Europe sur 50 mètres brasse en 2006, vice-championne d'Europe sur 50 mètres brasse et sur 100 mètres brasse en 2004, médaillée de bronze sur 50 mètres brasse en 2002, médaillée de bronze sur 100 mètres brasse en 2002 et médaillée de bronze sur 200 mètres brasse en 2004. Aux Championnats d'Europe de natation en petit bassin, elle obtient en 2003 une médaille d'argent sur 100 mètres brasse et une médaille de bronze sur 50 mètres brasse, en 2004 une médaille d'argent sur 50 mètres brasse, en 2005 une médaille d'argent sur 100 mètres brasse et une médaille de bronze sur 50 mètres brasse, en 2006 une médaille de bronze sur 50 mètres brasse, en 2007 une médaille de bronze sur 100 mètres brasse.